# Jock Fleming
Jock Fleming (ur. w 1810 r. w Ketch Harbour, zm. 11 lipca 1908 r. w Halifaksie) – kanadyjski żeglarz i pilot portowy.
Fleming wsławił się jako pilot okrętu CSS Tallahassee, dostarczającego kontrabandę do zablokowanych przez flotę Unii portów konfederackich w czasie wojny secesyjnej. Tallahassee, nie tylko zdołał wielokrotnie pokonać blokadę, lecz także zatopił około pięćdziesięciu handlowych jednostek z północy. Do legend przeszła ucieczka okrętu z portu w Halifaksie, której głównym bohaterem był Fleming. Okręt został internowany przez władze brytyjskie, gdy schronił się tam by dokonać niezbędnych napraw. Fleming przeprowadził okręt niestrzeżonym kanałem, uznawanym za nieprzydatny do żeglugi przez jednostki tej wielkości.
Po zakończeniu wojny Fleming spędził resztę życia w rodzinnym Halifaksie w Nowej Szkocji.